# Палиев, Дмитрий Иванович
Дми́трий Ива́нович Пали́ев (укр. Паліїв Дмитро Іванович; 17 мая 1896, Перевозец, Калушский район или Австро-Венгрия — 20 июля 1944 или июль 1944, Броды, Львовская область) — украинский и немецкий военный и политический деятель, офицер Галицкой армии, гауптштурмфюрер СС, глава партии Фронт национального единения, соорганизатор дивизии СС «Галичина».

## Биография
Дмитрий Иванович Палиев родился 17 мая 1896 года в селе Перевозец в семье священника.
Во время Первой Мировой войны был подхорунжим Легиона сечевых стрельцов, в 1918—1919 годах — офицером галицкой армии.
В 1920 году Дмитрий Палиев стал одним из основателей Украинской Партии Национальной Работы. В партии он работал в её печатном органе — газете «Зарево». Впоследствии партия вошла в Украинское национально-демократическое объединение, но член его ЦК Палиев затем был исключён из УНДО и создал праворадикальный Фронт национального единства. С 1923 года был главным редактором газеты «Новое Время».
В 1923 году Дмитрий Палиев был депутатом Польского сейма от Коломыйского округа.
С 1930 по 1933 год находился в польской тюрьме за государственную измену.
В 1935 году Д. Палиев создал газету «Украинские вести», которая выходила четыре года.
После нападения Гитлера на СССР стал одним из инициаторов создания 14-й дивизии СС «Галичина». Погиб в Битве за Броды, воюя на стороне Адольфа Гитлера в 13-м корпусе 4-й танковой армии Вермахта.

## Память

### Улицы
В городе Калуш на северо-западе Ивано-Франковской области Украины с 2016 года есть улица в честь Дмитрия Палиева (бывшая улица Черняховского).

### Мемориальные доски
- Мемориальная доска во Львове. 19 мая 2011 с разрешения Львовского городского совета и городского головы Львова Андрея Садового[9][10] была установлена памятная доска в честь Дмитрия Палиева на доме по улице Винниченко, в котором Дмитрий Палиев жил пару лет, и передана на баланс Галицкой РГА[10].
- Мемориальная доска в селе Перевозец[11].
- Мемориальная доска в г. Калуш[12]

### Культурные и памятные мероприятия
- 19 апреля 2016 года в Войнилове состоялась научная конференция, посвященная военно-политической деятельности Дмитрия Палиева[13][14].
- 19 апреля 2016 года в селе Перевозец панихидой с караулом в форме солдат Гитлера отметили 120 годовщину со дня рождения Дмитрия Палиева[15]. По случаю чествования Дмитрия Палиева отдел культуры Калушского РГА подготовил тематическую концертную программу[16]. Председатель Марьяна Масляк в завершение мероприятия отметила: «Мы, жители Перевозца, горды, что такая неординарная личность — наш земляк»[17].
- 16 июля 2017 года в Калушской библиотеке им. Тараса Шевченко прошли памятные мероприятия о Д. Палиеве и бое в котором он погиб, была выставка, фильм и презентация книги[8].
- 2 ноября 2017 года по поручению городского головы Игоря Матвийчука в селе Перевозец прошло чествование памяти Дмитрия Палиева с возложением цветов от заместителей городского головы и участников АТО[18].